# Pleszew Miasto
Pleszew Miasto – stacja kolejowa w Pleszewie przy ulicy Kolejowej. Była częścią zlikwidowanej 12 stycznia 1986 roku linii Krotoszyńskiej Kolei Dojazdowej relacji Krotoszyn Wąskotorowy - Dobrzyca - Pleszew Wąskotorowy - Pleszew Miasto - Broniszewice. W okresie swojej świetności w godzinach kursowania pociągów czynna była kasa biletowa. Budynek posiadał poczekalnię dla podróżnych. Budowa datowana jest na początki istnienia kolei na ziemi pleszewskiej, czyli na 1900 r., kiedy to otwarto:
- trasę Pleszew (stacja Pleszew Miasto) - Kowalew (stacja Pleszew Wąskotorowy)  - 1900 r.
- trasę Dobrzyca (stacja Dobrzyca) - Pleszew (stacja Pleszew Miasto) - 10 lipca 1900 roku[1]

Ruch wąskotorowy był prowadzony bardzo często, tj. 12 par pociągów. Obsługę całej kolejki stanowiły dwie osoby, maszynista i kierownik pociągu pełniący jednocześnie funkcję konduktora. Ruch na linii wąskotorowej był prowadzony lokomotywami spalinowymi Lyd-1 252.
Odcinek torów pomiędzy stacją Pleszew Wąskotorowy a Pleszew Miasto ma jedną szynę wspólną, natomiast druga jest indywidualna dla wąskiego i normalnego toru. Ruch normalnotorowy jest prowadzony jedynie sporadycznie i tylko pociągi towarowe, dostarczające najczęściej węgiel na rampę rozładunkową dla składu węgla oraz gaz do pobliskiego zakładu Gaspol.
30 czerwca 2006 roku Urząd Miasta i Gminy Pleszew podpisał ze Stowarzyszeniem Kolejowych Przewozów Lokalnych w Kaliszu umowę dotyczącą przywrócenia regularnych kursów kolei wąskotorowej na trasie Pleszew Wąskotorowy - Pleszew Miasto. Uruchomienie kolejki (jako Pleszewska Kolej Lokalna) planowano na 1 września, jednak z powodu złego stanu torów przesunięto na 17 września. Tego dnia po raz pierwszy ruszyło regularne połączenie Pleszew Miasto - Pleszew Wąskotorowy Od 10 grudnia 2006 r. SKPL do odwołania zawiesiło kursowanie pociągów. Kolejne przewozy uruchamiano w 2008, 2010 i 2013 roku.

Od 2017 regularny ruch na trasie obsługiwany jest przede wszystkim przez tabor normalnotorowy; po kilku latach częstotliwość kursów wynosiła do dziesięciu na dobę, sześć dni w tygodniu.
Stacja Pleszew Miasto znajduje się na:
- 40 km od stacji Krotoszyn Wąskotorowy
- 14 km od stacji Dobrzyca

16 listopada 2018 roku otwarto w wyremontowanym budynku dworca nową siedzibę biblioteki miejskiej. 11 października 2019 roku w przebudowanym budynku małej parowozowni otwarto nowy Dom Kultury nazwany Zajezdnia Kultury; przebudowany budynek zachował swój kolejowy charakter - na zewnątrz i w budynku pozostawiono torowisko.